# Air Caraïbes
Air Caraïbes és una aerolínia francesa i l'aerolínia regional del Carib francès, que abasta dos departaments d'ultramar: Guadalupe i Martinica. L'aerolínia té la seu a Les Abymes, a Guadalupe, i la base principal a l'Aeroport Internacional de Pointe-à-Pitre, a Guadalupe, amb una base secundària a l'Aeroport Internacional de Martinica Aimé Césaire, prop de Fort-de-France, a Martinica. Duu a terme vols regulars i xàrters a 13 illes de les Índies Occidentals, així com vols transatlàntics a París (França metropolitana) amb avions Airbus A330 i Airbus A350 amb la marca Air Caraïbes Atlantique.